# Kalojan
Ivan I. Kalojan zvaný Římanobijce (bulharsky Калоян Ромеоубиеца, Kalojan Romeubieca; řecky Καλογιάν ο Ρωμαιοκτόνος, Kalogian o Rómaioktonos) či Dobrý Jan, řecky Καλοϊωάννης, Kaloióannés, latinsky Caloiohannes (1168? – 8. října 1207), byl v letech 1197–1207 bulharský car (oficiálně král) z rodu Asenovců. Obnovil bulharskou státnost založením Druhé bulharské říše.

## Před nástupem na trůn

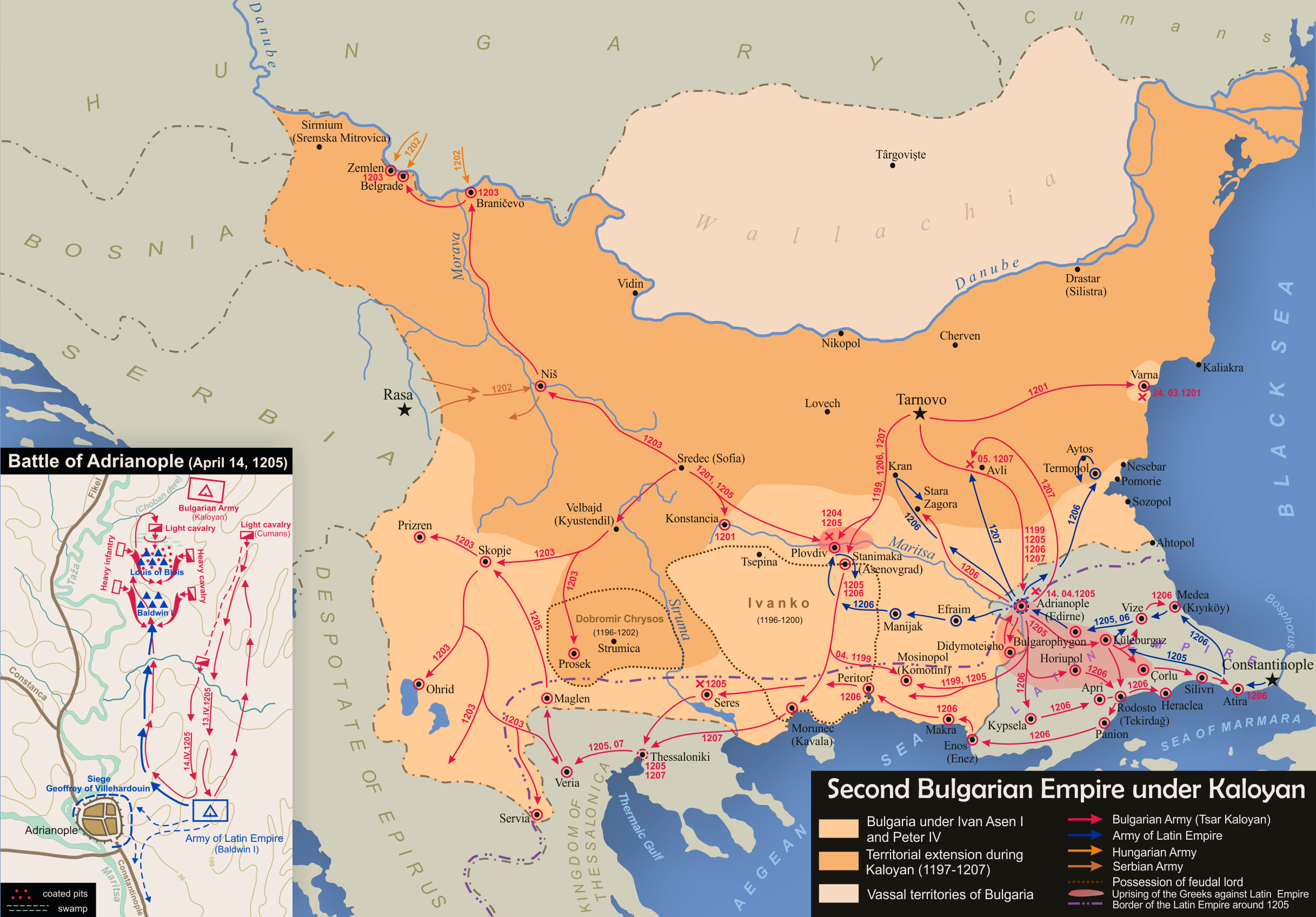
Bulharsko za prvních Asenovců.

Původně se jmenoval Joanica (Йоаница, tj. „Janíček“, resp. „Ivánek“) a byl mladším bratrem bojarů Asena a Todora, kteří vyhlásili roku 1185 bulharskou samostatnost na Byzantské říši (Todor se jako Petr IV. prohlásil carem a přijal Asena za spoluvládce) a v letech 1185–1187 ji i obhájili. Právě roku 1187, při uzavření příměří mezi Petrem, Asenem (který se roku 1187 nebo 1190 stal vrchním vládcem namísto Petra, jenž v bratrův prospěch abdikoval) a byzantským císařem Izákem II. Angelem posloužil Joanica jako rukojmí, jako pojistka míru, a byl odveden do Konstantinopole. Nejpozději roku 1196 se mu odtud podařilo uprchnout. Téhož roku byl svým bratrancem Ivankem zavražděn Joanicův bratr, veliký car Asen I. Po Asenově skonu se Petr IV. opět ujal vlády a navrátivšího se Joanicu přivzal za spoluvládce. Joanica se tehdy, inspirován byzantskou titulaturou, počal nazývat „Kalojanem“. Následujícího roku byl zabit i Petr IV. a Kalojan se tak stal jediným vládcem.

## Jediným vládcem
Kalojan pokračoval v politice svých zavražděných bratrů. Roku 1198 uzavřel Kalojan mír s novým vazalem byzantského císaře Alexia III. Ivankem (vrahem cara Asena I.) a Ivanko Kalojanovi vydal byzantského vojevůdce Manuela Kamicu. Kalojan se spojil také s bojarem Dobromilem Chrizem proti Byzanci. Chriz s Ivankem společně obsadili Prilep, Bitolu a dostali se až na Peloponnés. Kalojan využil svých spojenců, kteří zaměstnávali císaře Alexia a zmocnil se okolí řeky Moravy. Roku 1201 táhla Kalojanova vojska do Thrákie, ale tažení nebylo úspěšné. Sám car se ale s další armádou zmocnil Varny a Constance. Kalojan osobně byl sice úspěšný, ale jeho spojenci nedopadli dobře. Ivanko byl lstí zajat císařem Alexiem roku 1200 a Chriz se také musel císaři vzdát, ale ponechal si vládu nad svým územím. Mír byl mezi císařem a Kalojanem uzavřen mezi léty 1201–1202. Kalojanovi připadlo severní Bulharsko, Braničevsko, Pomoraví a okolí Beogradu. Alexios obdržel Makedonii, Thrákii a také Chrizovo území, které ale Kalojan ještě roku 1202 dobyl. Kromě Byzance ohrožoval Bulharsko také uherský král Imrich I., který obsadil Bělehradsko, ale pouze na rok. Roku 1203 získal Kalojan ztracené území nazpět a také pomohl sesazenému srbskému županovi Štěpánovi zpět na trůn. O rok později, 8. listopadu 1204 byl Kalojan korunován kardinálem Lvem na krále „Vlachů a Bulharů“ (rex Blachorum et Bulgarorum). Den před korunovací, 7. listopadu 1204 byl tarnovský patriarcha Vasilij povýšen na primase bulharské církve. Novopečený král však nebyl spokojen, protože požadoval titul imperator („císař“ – car) a nadále se carem tituloval.

## Králem
Asi půl roku před Kalojanovou korunovací, 13. dubna 1204, byla Konstantinopol dobyta křižáky a na troskách říše bylo založeno několik státních útvarů, řeckých (císařství v Trapezuntu, despotát v Epiru a Nikaiské císařství) i křižáckých (Soluňské království, Latinské císařství se sídlem v Konstantinopoli). Prvním latinským císařem se stal flanderský hrabě Balduin IX. jako Balduin I., který sebevědomě požadoval navrácení všech původně byzantských území. To se ovšem týkalo také Kalojana. Car nezahálel a uzavřel proti Latinům spojenectví s řeckými státy v Epiru, Trapezuntu a zejména v Nikaii (na spojenectví s Nikaiou navázal Kalojanův synovec Ivan Asen II., kterému byl roku 1234 potvrzen nikaiským císařem Ioannem III. Vatatzesem carský titul a tarnovský arcibiskup byl povýšen na patriarchu). Ke Kalojanovi přicházeli po roce 1204 různé depeše s žádostmi od pravoslavného obyvatelstva, aby je hájil proti Latinům. Město za městem provolávalo za svého vládce Kalojana a císař Balduin byl nucen zasáhnout. 14. dubna 1205 se oba panovníci střetli u Adrianopole. Balduinovo vojsko bylo Kalojanem rozdrceno a sám císař byl zajat a odveden do Tarnova, kde byl následujícího roku zavražděn (prý svedl Kalojanovu manželku, původem Kumánku, a car se pomstil). Kalojan se poté rozhodl zničit soluňského krále Bonifáce z Montferratu. Obsadil část Makedonie a nakrátko i Soluň, ale tu vzápětí ztratil. Roku 1206 byl namísto zavražděného Balduina za císaře prohlášen jeho bratr Jindřich, který se spojil s Bonifácem. Kalojan reagoval spojenectvím s nikaiským císařem Theodorem I. Laskaridem a roku 1207 znovu zaútočil. V malé potyčce s Kalojanem téhož roku zahynul Bonifác z Montferratu a Kalojan oblehl Soluň. Zde byl však zrazen velitelem pomocného sboru Kumánů Manastarem a proboden ve spánku. Příští den, 8. října 1207 Kalojan zraněním podlehl. Příčina spiknutí byla zřejmě podobná jako u vraždy cara Asena I. – nespokojenost s centralizovanou mocí a v Kalojanově případě velmi tvrdá vláda.

## Dědictví
Otázkou bylo, kdo se po Kalojanovi ujme vlády. Kalojan sám legitimní syny neměl a nejbližšími dědici byli synové Asena I. Ivan a Alexander. Ale proti nim se postavil další Kalojanův synovec, Boril, který trůn uzurpoval a bratry vyhnal. Během Borilovy vlády se Bulharsko spojilo s Latinským císařstvím a ztratilo spoustu Kalojanových výbojů. Naštěstí pro Bulharsko byl Boril roku 1218 s pomocí Asenovcům oddaných bogomilů sesazen starším synem Asena I. Ivanem, který se ujal vlády jako Ivan Asen II., a opět přivedl Bulharsko na vrchol moci.